# رینزنستاک
رینزنستاک (به لاتین: Rienzenstock) یک کوه در سوئیس است که در کانتون آوری واقع شده‌است. رینزنستاک ۲٬۹۶۲ متر بالاتر از سطح دریا واقع شده‌است.